# André Ségura
Pour les articles homonymes, voir Segura (homonymie).
André Segura, né le 25 avril 1965 à Grenoble, est un homme d'affaires français, directeur général du groupe Go Sport de octobre 2013 à mars 2019.

## Biographie
André Segura est diplômé d'un DESCAF de l'école supérieure de commerce de Grenoble (1987) et d'un MBA de l'INSEAD (2000),.
André Segura commence sa carrière comme auditeur au sein du groupe Arthur Andersen de 1988 à 1991. Puis en 2003, on le retrouve directeur des opérations de Conforama Italie, puis directeur général de Marionnaud Italie à partir de 2006, et directeur de Marionnaud Europe du Sud à partir de 2009,.
En 2011, André Segura prend la direction générale de Habitat Europe, et président d'Habitat en France, Espagne et Allemagne,. La même année, il est nommé directeur général des magasins Courir, filiale du groupe Go Sport. En octobre 2013, il est nommé directeur général du groupe Go Sport, alors que l'entreprise traverse des difficultés commerciales et financières,.
En avril 2017, il est nommé président du groupe Go Sport.